# Garth Richardson
Garth « GGGarth » Richardson est un producteur et ingénieur du son canadien né en 1960. Il est le fils de Jack Richardson, pionnier de l'enregistrement dans l'industrie musicale dans les années 1960 et 1970. Garth Richardson a travaillé aux côtés de formations telles que Red Hot Chili Peppers, Nickelback, Mötley Crüe, Rage Against the Machine ou Foo Fighters. En 2009, il fonde la Nimbus School of Recording Arts, institut privé de l'audio, de l'enregistrement et de la production, à Vancouver avec Bob Ezrin et Kevin Williams.

## Biographie
Fils du producteur Jack Richardson, qui a travaillé avec Alice Cooper, The Guess Who, Badfinger et Poco et est l'un des pionniers de l'ingénierie du son dans les années 1960 et 1970, il commence comme ingénieur du son pour Red Hot Chili Peppers, Nickelback et Mötley Crüe. Puis, il produit des groupes tels que Rage Against the Machine, Mudvayne, The Melvins et Foo Fighters.
En 2009, il devient le cofondateur de la Nimbus School of Recording Arts à Vancouver avec Bob Ezrin et Kevin Williams. Cet institut privé, nommé d'après l'entreprise de production de son père Nimbus 9, dispense des cours sur la production, l'enregistrement et l'audio. En parallèle, il continue de produire des albums.
Son surnom GGGarth provient de son bégaiement. Il est également le père de deux filles appelées Samantha et Lauren.

## Principales contributions
| - Atreyu : The Curse - Bloodsimple : A Cruel World - Biffy Clyro : Puzzle, Only Revolutions, Opposites - From Autumn To Ashes : The Fiction We Live, Abandon Your Friends - Gallows : Grey Britain - Grim Skunk : Fires Under the Road - Haste the Day : When Everything Falls, Pressure The Hinges - Hedley : Hedley - The Jesus Lizard : Shot - Kensington : Time - Kittie : Spit, Oracle - L7 : Hungry for Stink - Melvins - Mudvayne : L.D. 50 - Nickelback - Project 86 : Drawing Black Lines, ...And the Rest Will Follow | - Rage Against the Machine : Rage Against the Machine - Red Hot Chili Peppers : Mother's Milk - Rise Against : Siren Song of the Counter Culture - Shihad : The General Electric, Love Is The New Hate - Sick of It All : Built to last - Skunk Anansie : Stoosh - Spineshank : The Height of Callousness, Self-Destructive Pattern - Still Remains : Of Love and Lunacy - Testament : Low - Trapt : Only Through the Pain, Trapt - Ugly Kid Joe : Menace to Sobriety - Voodoo Glow Skulls : Firme - White Lion : Pride - You Me At Six : Sinners Never Sleep - Devin Townsend: Lightwork |